# Loderbach (Berg bei Neumarkt in der Oberpfalz)
Loderbach ist ein Gemeindeteil der Gemeinde Berg bei Neumarkt in der Oberpfalz im Landkreis Neumarkt in der Oberpfalz in Bayern.

## Geographie
Das Kirchdorf liegt im Oberpfälzer Jura auf circa 412 m ü. NHN südöstlich des Gemeindesitzes und rechts der Schwarzach.

## Geschichte
Loderbach soll 1130 entstanden sein und seinen Namen nach Kaiser Lothar erhalten haben, der sich öfter auf der Durchreise in Neumarkt aufhielt. Jedenfalls ist der Ort vor 1180 entstanden, denn nach ihm benannte sich das Geschlecht der Loter/Lotter oder Loterbeck/Loterpek, das hier von 1180 bis 1407 saß und von da an als Bürgerfamilie zu Neumarkt zu finden ist. 1180 trat der erste urkundlich erwähnte Loter Heinrich an Herzog Friedrich den Gebarteten ein Gut ab. Um 1280 sind in einem Urbar des Pfalzgrafentums Güter zu „Loterbach“ des Amtes „Paern“ (vermutlich das heutige Berg) genannt; letzteres wurde 1338 durch die Pfalzgrafen mit dem neu errichteten Amt Haimburg vereinigt. 1322 ist als Urkundenzeuge ein „Her Chunrat von Loternpach“ erwähnt, und 1324 ist ein „Marquard der Loterbeck“ genannt. 1349 erscheint wieder ein „Chuonrat von Loterpach“. Die Loterbecken – sie saßen auch auf Rothenfels, auf Heinrichsbürg und in Eschertshofen – waren mehrmals Wohltäter des Klosters Kastl und sind auch als Pfleger und Landrichter anzutreffen. Ihr Besitzkomplex wurde durch viele Teilungen zerstückelt. 1407 verkaufte Marquard Lydwacher zu Sandsee ein halbes Gütl zu Loderbach dem Ulrich Kruzenhofer zu Heinrichsbürg; die andere Hälfte besaß der Neumarkter Bürger K. Lemlein/Lemel. 1439 verkaufte der Neumarkter Bürger Konrad Roll zwei Güter zu Loderbach an den Neumarkter Bürger Hermann Zorn. 1546 verkauften die Landschaftsverordneten des Fürsten Ottheinrich zum Schuldenabbau unter anderem den Zehent zu Loderbach. Im 16. Jahrhundert war auch die Reichsstadt Nürnberg in Loderbach begütert. In der Gegenreformation versahen Jesuiten der Missionsstation Neumarkt die Filiale Loderbach der Pfarrei Berg.
Gegen Ende des Alten Reiches, um 1800, bestand Loderbach aus 15 Höfen der Unteren Hofmark Berngau, wobei der größte Hof, ein Dreiviertelhof mit dem Hintersassen Knipfer, für das Spital in Neumarkt verwaltet wurde. Auf zwei Halbhöfen saßen Widtmann und Graf. Die übrigen Höfe waren kleiner; so gab es des Weiteren fünf Achtelhöfe und zwei Sechzehntelhöfe. Die Gemeinde hatte ein Hirtenhaus. Die Hochgerichtsbarkeit übte das kurfürstliche Schultheißenamt Neumarkt aus.
Im Königreich Bayern (1806) wurde Loderbach ein Steuerdistrikt, um 1810/20 eine Ruralgemeinde, der die umliegenden Orte Richtheim, Beckenhof und Riebling angehörten, später auch Kadenzhofen und zeitweise Bruckmühle; zum Steuerdistrikt Loderbach gehörte noch die Mehrzahl der 19 Gemeindeteile der späteren, bis zur Gebietsreform in Bayern bestehenden Gemeinde Mühlen. Die Gemeinde Loderbach wurde im Zuge der Gebietsreform zum 1. Mai 1978 nach Berg eingemeindet. Letzter Bürgermeister war von 1970 bis 1978 Georg Ehrnsberger.
1836 heißt es im Repertorium zum topographischen Atlasblatt Neumarkt: „Loderbach, D[orf], 21 H[äuser], 1 Filialkirche, 1 Wirthshaus“. Heute stehen in Loderbach über 70 Wohngebäude. Unter dem Bürgermeister Ludwig Kaspar Frauenknecht wurde 1910 die Schule neu erbaut; sie ersetzte den Schulbau der Gemeinde von 1806. Der Lehrer war gleichzeitig Mesner. 1990 wurde auf dem Areal des ehemaligen Schulgartens unterhalb der Kirche ein Kreislehrgarten errichtet. Im 19. und weit bis ins 20. Jahrhundert hinein bewegte sich die Einwohnerzahl des Dorfes um die 100, stieg nach dem Zweiten Weltkrieg auf das Doppelte an und erreichte um das Jahr 2000 das Dreifache. 

### Einwohnerentwicklung des Ortes Loderbach
- 1836: 103 (19 Häuser)[14]
- 1861: 91 (40 Gebäude, 1 Kirche, 1 Schule)[15]
- 1900: 88 (15 Wohngebäude)[16]
- 1937: 98[17]
- 1950: 202 (25 Wohngebäude)[18]
- 1961: 224 (41 Wohngebäude)[19]
- 1987: 278 (75 Wohngebäude, 91 Wohnungen)[20]
- 2005: 325[4]
- 2015: 337[21]

### Einwohnerentwicklung der Gemeinde Loderbach
- 1861: 366 (142 Gebäude; 6 Orte)[15]
- 1900: 350 (60 Wohngebäude)[16]
- 1950: 568 (82 Wohngebäude; 5 Orte: Loderbach, Beckenhof, Kadenzhofen, Richtheim, Riebling)[18]
- 1961: 626 (118 Wohngebäude; 5 Orte)[19]

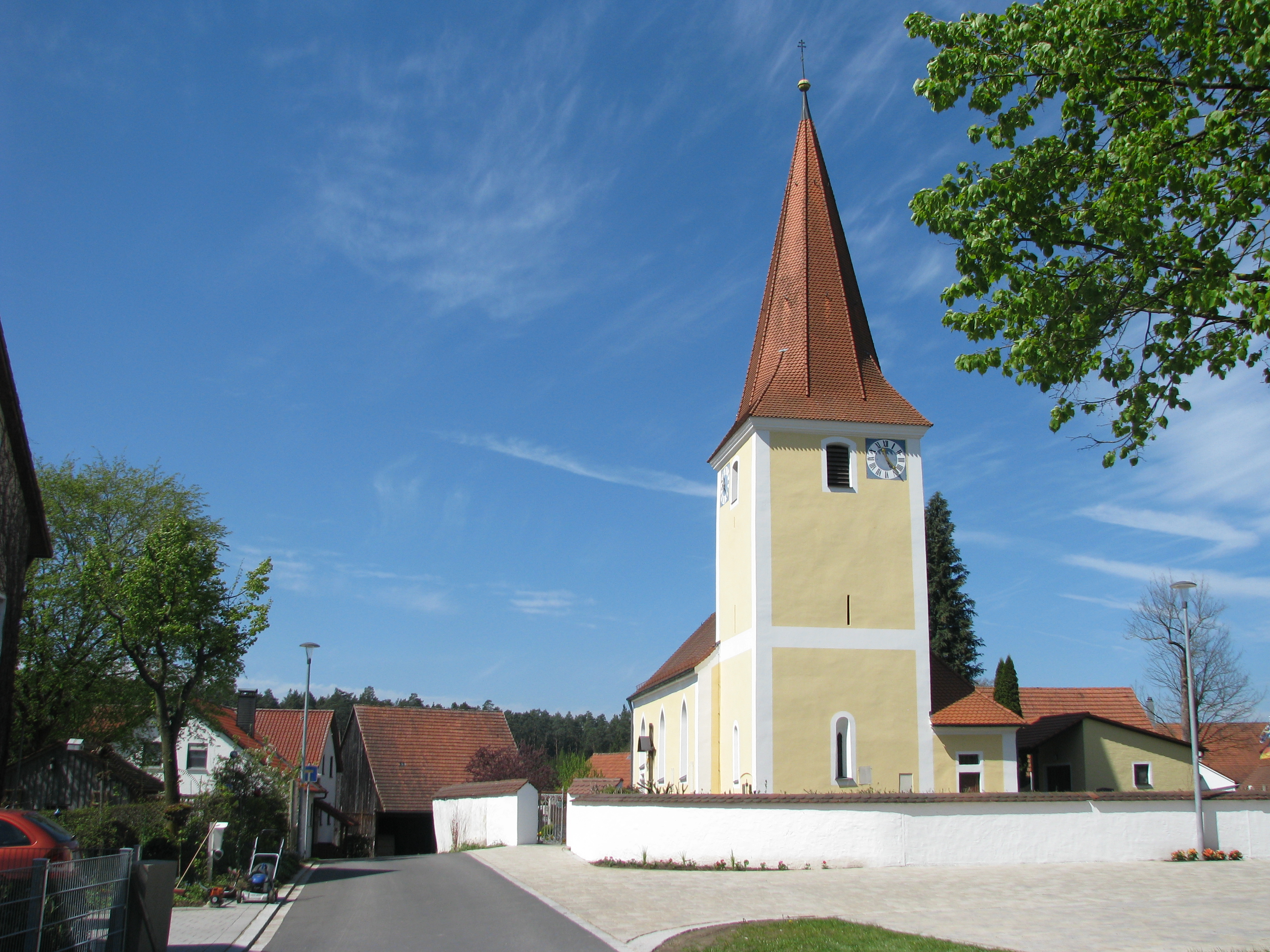
Filialkirche St. Georg

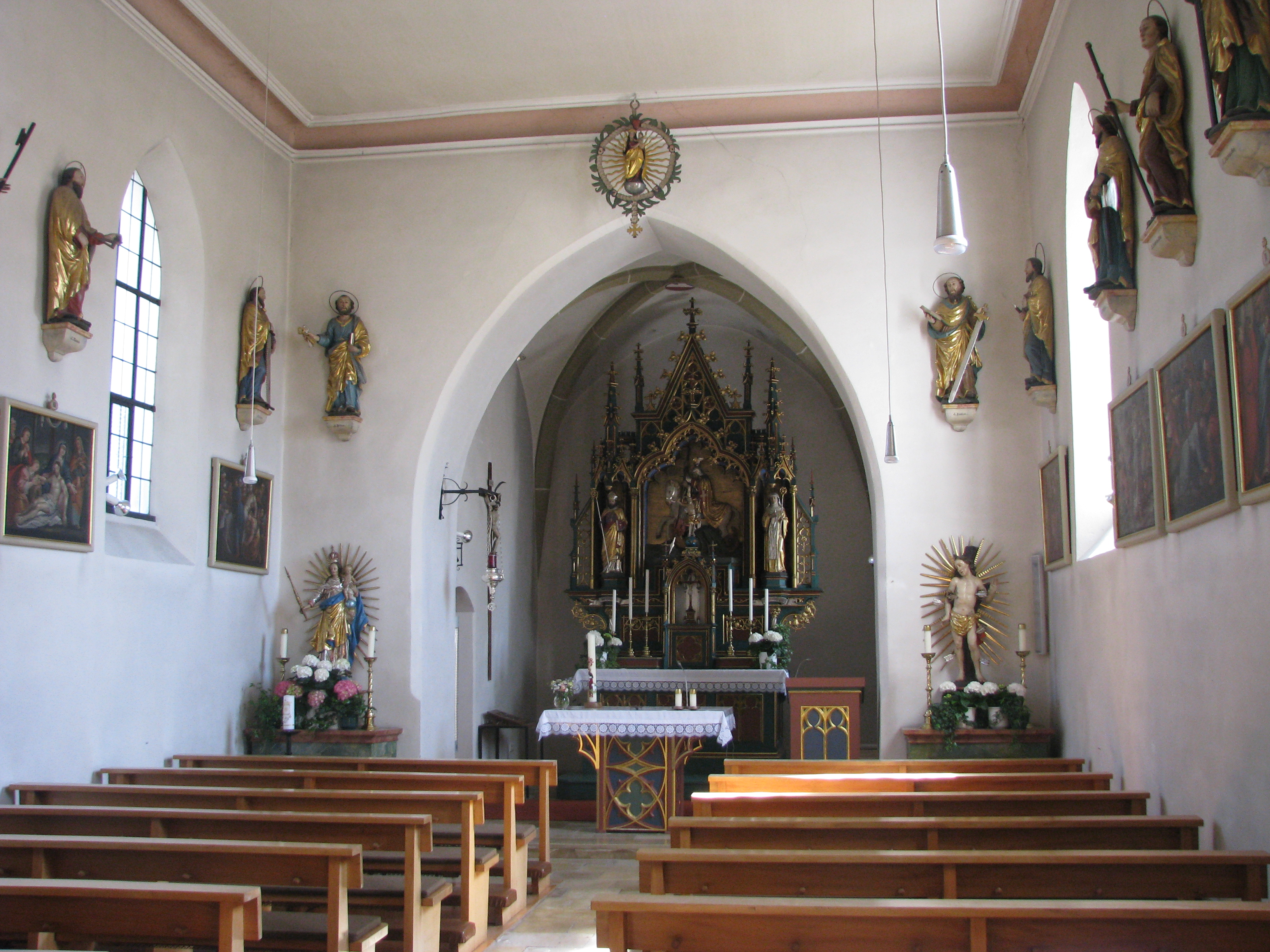
Blick in die Kirche

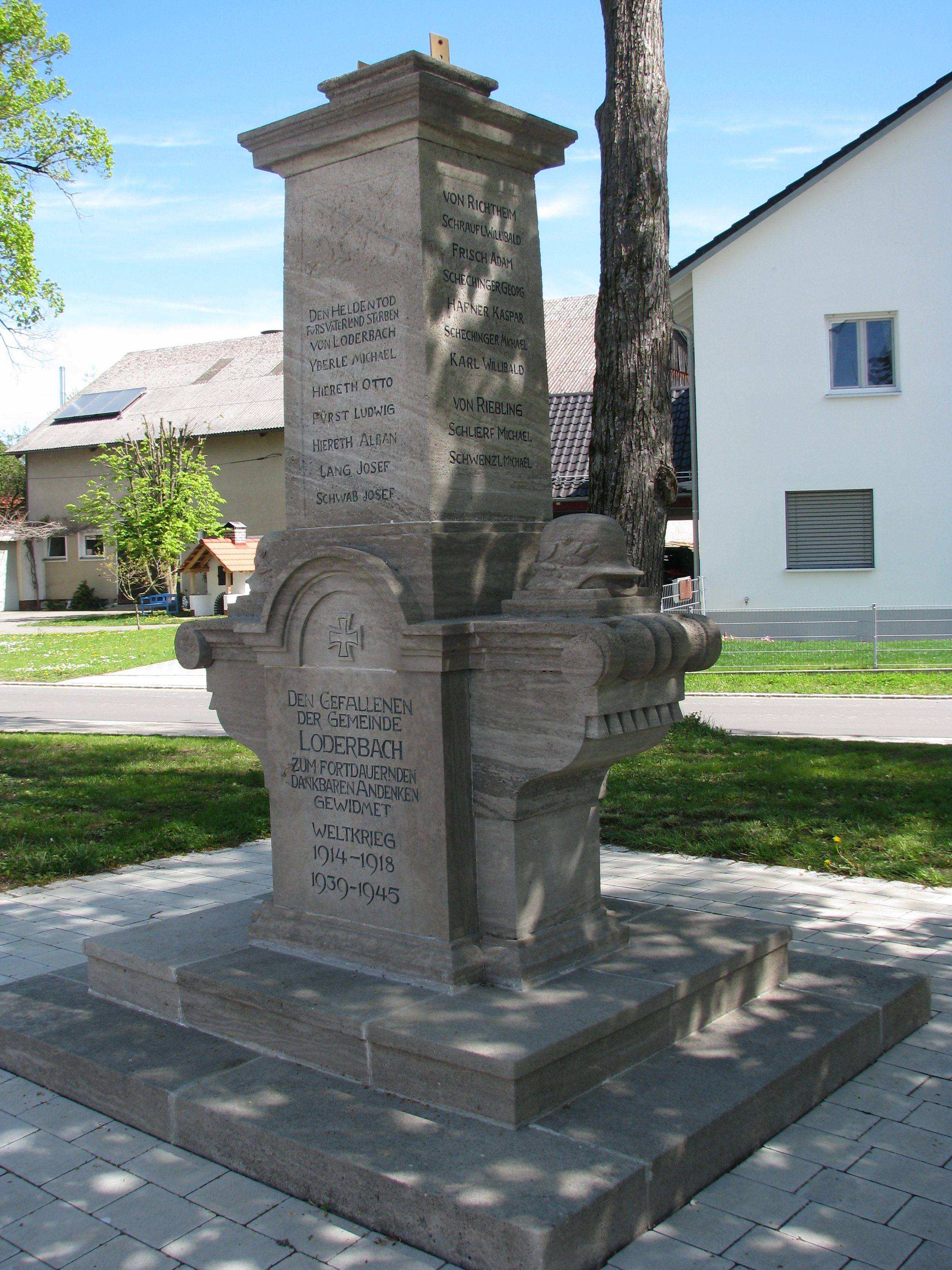
Gefallenendenkmal beider Weltkriege

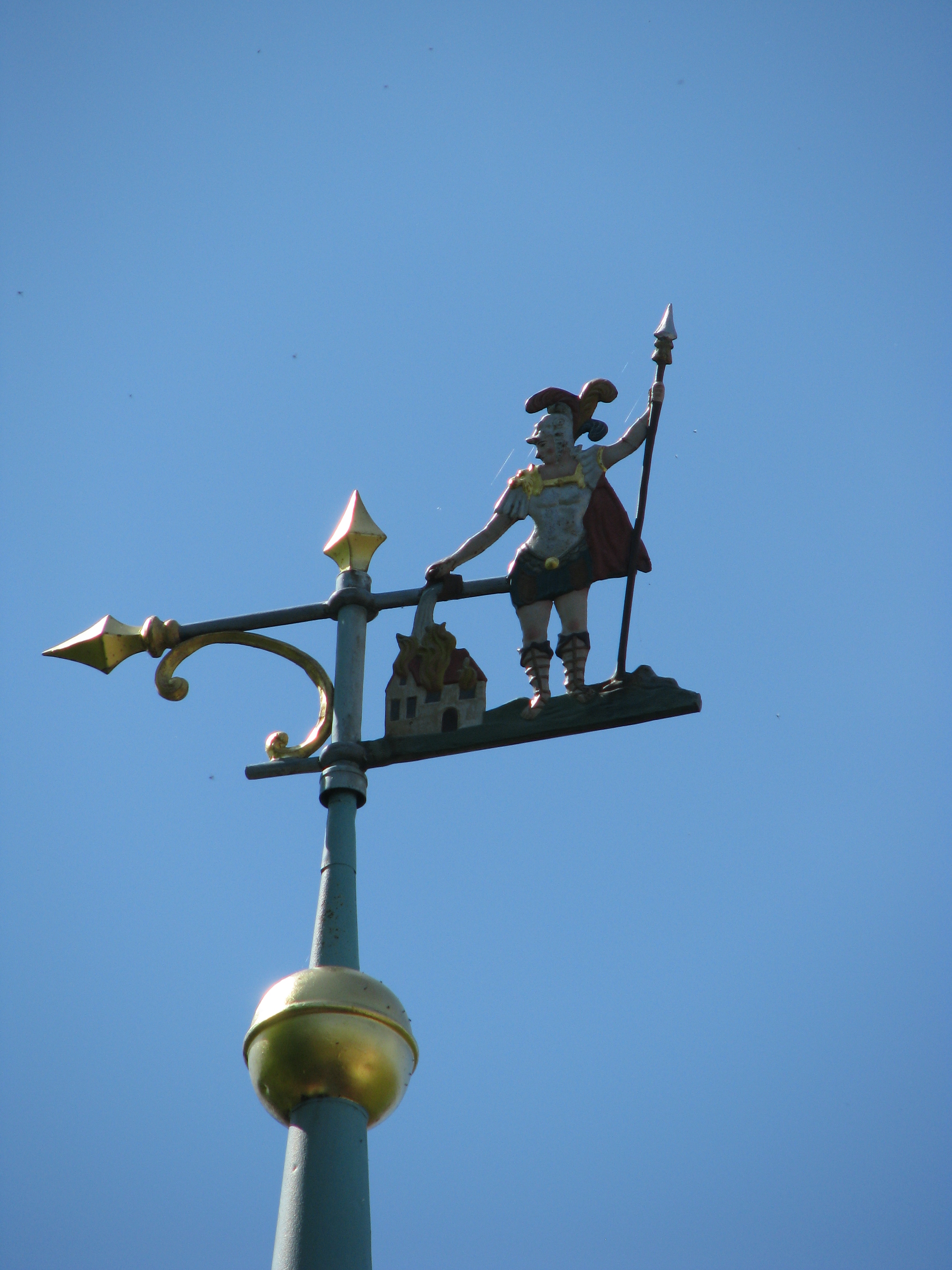
Turmspitze des ehemaligen Feuerwehrhauses

## Sehenswürdigkeiten
- Katholische Filialkirche St. Georg (Filiale zu Berg; für Loderbach und Kadenzhofen), 1444 anlässlich der Stiftung einer Frühmesse erstmals genannt, unter Beibehaltung des frühgotischen Chores im wuchtigen quadratischem Ostturm mit achtseitigem Turmhelm angeblich 1585 neu gebaut, 1855–1857 umgebaut und erweitert, mit neugotischer Ausstattung (Hochaltar von 1905).[22]
- Ehemaliges Feuerwehrhaus mit Dachreiter (Schlauchtürmchen), 1913

## Vereine
- Fiat-Club Loderbach
- Freiwillige Feuerwehr Loderbach
- Gartenbauverein Loderbach
- Schützenverein "St. Georg" Loderbach
- Soldaten- und Kriegerkameradschaft Loderbach

## Persönlichkeiten
- Ludwig Kaspar Frauenknecht, * 6. Februar 1848 in Loderbach, † 20. Mai 1931, 45 Jahre lang Bürgermeister von Loderbach, Bayerischer Ökonomierat[4]

## Verkehrsanbindung
Loderbach ist über die Ausfahrt 92 a „Neumarkt/Opf.“ der Bundesautobahn 3 sowie über die Staatsstraße 2240 zu erreichen. Gemeindeverbindungsstraßen führen nach Richtheim und Kadenzhofen. Innerorts weist die Loderbacher Hauptstraße sieben Seitenstraßen auf.